# 松ヶ岡文庫
公益財団法人松ヶ岡文庫（まつがおかぶんこ）は、神奈川県鎌倉市にあり、仏教、禅宗に関する文献図書の収集及び保存、禅宗に関する書籍の編纂刊行などの事業を行っている公益法人。

## 概要
1941年に鈴木大拙が東慶寺境内に文庫を設立したのが始まりである。大拙の死後、住職の井上禅定の尽力により、財団法人として大拙が残した膨大な書籍を管理する団体となった。以降、『財団法人松ヶ岡文庫研究年報』を発刊するなどの研究活動を行っている。
歴代の文庫長には禅宗出身の仏教学者、古田紹欽、石井修道が就いている。